# Insight Venture Partners
Insight Venture Partners es una firma estadounidense de capital privado y capital de riesgo ubicada en Nueva York. La firma se concentra exclusivamente en invertir en empresas de tecnología, software y negocios de internet.

## Descripción
Insight Venture Partners fue fundado en 1995 por Jeff Horing and Jerry Murdock. Ha recaudado $7.6 billones de capital para invertir en 2013, y más de $4 billones en 2015. Entre sus miembros figuran Robert Rubin (Presidente de Citigroup y Secretario de Hacienda de Estados Unidos) y Stephen Friedman (Presidente de la Junta de Inteligencia Extranjera del Presidente de los Estados Unidos y expresidente de Goldman Sachs). Para 2006, OpenView Venture Partners fue creado para manejar inversiones menores.
Insight Venture Partners ha recaudado nueve fondos e invertido en más de 250 compañías, de las cuales 30 han logrado ofertas públicas iniciales (IPOs). 
A fecha de noviembre de 2020, Insight Partners ha tenido 13 unicornios, incluido Medidata Solutions, Veeam Software y ExactTarget. Sus coinversores más frecuentes son Greylock Partners, Battery Ventures y Lightspeed Venture Partners.
La revista Fortune lo incluyó como uno de los 20 fondos de mayor rendimiento según lo determinado por la distribución acumulada dividida por el llamado capital de 2000 a 2011.